# Саръкамъшка котловина
Саръкамъшката котловина (Саръкамъшка падина) (на туркменски: Sarygamyş çöketligi; на узбекски: Sariqamish botig`i; на руски: Сарыкамышская котловина) е обширна безотточна котловина (падина) в Средна Азия, на границата между пустинята Каракум, на югоизток и пустинното плато Устюрт на северозапад и север. Южната ѝ, по-голяма част е разположена в Северен Туркменистан (вилает Дашогуз), а северната, по-малка част в Узбекистан (Република Каракалпакстан). Дължина от север на юг 125 km, ширина до 90 km. Минимална кота на котловината -38 m под морското равнище.
Централната част на котловината е заета от голямото горчиво-солено Саръкамъшко езеро. Представлява слабо хлътнала, плоска чаша с овална форма, дъното на която е изградено от древноезерни наслаги, препокрити със солончаци и навеяни пясъци. Западният склон е висок (до 100 m) и стръмен, а северните, идточните и южните са полегати. Котловината периодично е приемала водите на река Амударя и се е превръщала в езеро, а когато руслото на реката отново се обръщало към Аралско море, езерото е пресъхвало. В края на неогена и в началото на кватернера котловината е била езеро, нивото на което е било на 58 m над морското равнище. През 14 – 16 в. нивото му се е колебаело между 50 и 62 m, след което за дълго време е пресъхнало. За последен път водете на Амударя са запълнили котловината през лятото на 1878 г., след което отново е пресъхнало. През 1971 г. водите на реката за пореден път навлизат в котловината по ръкава Дарялък и се образува езеро с площ над 1000 km², обем около 12 km³ и дълбочина до 30 m, което същесвува и понастоящем.